# Johannes Qvist
Adolf Erik Johannes Qvist, född 19 oktober 1879 i Helsingfors, död 13 februari 1961 i Jakobstad, var en finländsk geograf och folkbildare. Han var son till rektorn vid Polytekniska institutet Ernst Qvist och bror till skulptören Gerda Qvist.
Qvist innehade 1904–1914 olika lärarbefattningar och avlade filosofie doktorsexamen 1910. Han var 1914–1924 föreståndare för den svenska avdelningen vid Helsingfors arbetarinstitut och 1925–1949 folkskolinspektor i Pedersöre. Han tog initiativ till bildandet av en avdelning av Svenska vänstern i Vasa läns norra valkrets och tillhörde partistyrelsen 1938–1947.
Qvist utgav bland annat en avhandling om marknaderna och handelsplatserna i Finland (1909), Västra Nyland, naturbeskrivning och historia (1911) och verket De geografiska betingelserna för Finlands städers uppkomst och utveckling (1913). 